# 李秉君
李秉君（1904年—1938年9月），湖南耒阳人，中华民国陆军少将，第198师572旅1143团团长。
1938年9月，李秉君率部参加武汉会战，驻守在圆峰山耀影岭，策应右翼友军作战，阻止日军从江湖登陆进攻田家镇。日军突破右翼友军阵地后，以海陆空军优势向1164团进行迂回强攻。面对强敌，李秉君率领全团官兵与日军反复冲杀，阵地数次易手。开战第三天，李秉君左颊中弹，但仍坚持指挥作战，终因伤重流血过多殉国，年仅34岁。